# Mount Hunt (Wyoming)
Der Mount Hunt ist ein Berg im Grand-Teton-Nationalpark im Westen des US-Bundesstaates Wyoming. Er hat eine Höhe von 3288 m und ist Teil der Teton Range in den Rocky Mountains. Der Mount Hunt erhebt sich im Süden der Bergkette, am westlichen Ende des Open Canyons und unmittelbar nördlich des Granite Canyons. Er liegt südlich des Grats, der sich vom Spearhead Peak über Peak 10905 und Peak 10988 bis zum Prospectors Mountain erstreckt. Östlich des Berges verläuft der am Phelps Lake startende und durch den Open Canyon verlaufende Open Canyon Trail über den Bergpass Mount Hunt Divide bis hinab in den Granite Canyon. Die Erstbesteigung des Mount Hunt erfolgte am 24. August 1929 durch Fritioff Fryxell. Der Berg wurde nach William Price Hunt, einem Teilnehmer der Astor-Expedition, benannt.

## Belege
1. ↑  Peakbagger: Mount Hunt. Abgerufen am 1. November 2021.
2. ↑  Naturalatlas: Mount Hunt. Abgerufen am 1. November 2021 (englisch).
3. 1 2  Ortenburger, Leigh N; Jackson, Reynold G.: A climber's guide to the Teton Range. Hrsg.: Mountaineers Books. 1996, ISBN 0-89886-480-1, S. 71.